# سيلفيان غانون
سيلفيان غانون هو متزلج على مسار قصير كندي، ولد في 30 مايو 1970 في دولبو ميستاسيني في كندا.

## وصلات خارجية
- سيلفيان غانون على موقع اللجنة الأولمبية الدولية (الإنجليزية)
- سيلفيان غانون على موقع أوليمبيديا (الإنجليزية)
- سيلفيان غانون على موقع اللجنة الأولمبية الكندية (الإنجليزية)